# Chypre aux Jeux olympiques d'hiver de 1984
L'équipe olympique de Chypre a participé aux Jeux olympiques d'hiver de 1984 à Sarajevo en Yougoslavie. Elle prit part aux Jeux olympiques d'hiver pour la deuxième fois de son histoire et son équipe formée de cinq athlètes ne remporta pas de médaille.